# Dorina Chiriac
Dorina Chiriac (n. 21 ianuarie 1973, București, România) este actriță de film, radio, televiziune, scenă și voce română.

## Biografie
Dorina Chiriac a absolvit în 1995 Universitatea Națională de Artă Teatrală și Cinematografie „I.L. Caragiale'' din București, la secția Actorie, la clasa profesorilor Sanda Manu și Gheorghe Visu.
Din facultate a început să joace pe scena Teatrului de Comedie din București iar de-a lungul carierei a mai colaborat cu teatre precum Teatrul „Ion Creangă”, Teatrul Metropolis, Teatrul Luni - Green Hours.
Și-a început cariera cinematografică în 1992 și a avut primul succes cinematografic în 1998 cu rolul Norica din Terminus Paradis, film regizat de Lucian Pintilie unde a jucat alături de  Costel Cașcaval și Gheorghe Visu. În cinematografie Dorina Chiriac a semnat scenarii pentru filmele Fix alert (2005) și Eminescu versus Eminem (2005). De asemenea în 2008 ea a fost producătoarea filmelor Pickpocket, în regia lui Florin Piersic Jr. și Bani, un lungmetraj alcătuit din 12 scurtmetraje, în regia lui Alexandra Ioniță, Alexandru Gherman și Andrei Gheorghe.

### Viață personală
Dorina a fost într-un parteneriat cu Florin Piersic Junior, cu care are o fată, Sonia Piersic.

## Filmografie
- De-aș fi Peter Pan (1992) – interpreta fragmentelor muzicale cântate de Peter Pan
- Milionar...la minut (1992)
- Terminus Paradis (1998) – Norica
- După-amiaza unui torționar (2001)[6]
- Furia (2002) – Mona[7]
- Amen (2002)
- Niki Ardelean, colonel în rezervă (2003) – Angela Tufaru, fata colonelului[8]
- Fix Alert (2005)[9]
- Eminescu versus Eminem (2005)[9]
- La urgență (2006)
- #Selfie 69 (2016)
- #Selfie 69 (2016)
- Moromeții 2 (2018) - Mărioara Bâzdoveică
- Moromeții 3 (2024)

## Dublaj și voce
- Fetițele Powerpuff - Bubbles (Cartoon Network)
- Eliot Kid - alte voci (Cartoon Network)
- Gemenii Cramp - Domnișoara Hissy, Doamna Parson (Cartoon Network)
- O fermă trăsnită - alte voci
- Clubul lui Mickey Mouse - alte voci (Disney Channel)
- Baby Looney Tunes - Petunia (Boomerang)
- League of Legends - Jinx
- Ralph Strică-Tot - Vanilina
- Ralph Rupe Netu' - Vanilina (cântând și vorbind)
- Cartea cu Apolodor (de Gelu Naum- 2010, audiobook ISBN: 978-606-8102-09-2)

## Teatru
- Maria Constantinovna în „Fuga” de Mihail Bulgakov (regia Cătălina Buzoianu, 1995)
- Marmeladă - „Mireasa mută” de Ben Jonson (regia Alexandru Tocilescu, 1995)
- Sgualda - „Zvonuri, bârfe, flecăreli...” de Carlo Goldoni (regia Adrian Lupu, 1996)
- Lyse - „Iluzia comică” de Pierre Corneille (regia Alexandru Darie, 1999)
- Rosalie - „O tată, sărmane tată, mama te-a spânzurat în dulap, iar eu sunt foarte trist” de Arthur L. Kopit (regia Iarina Demian, 2000)
- Apolodor - „Apolodor” după Gelu Naum (regia Ada Milea, 2001) la Teatrului Luni - Green Hours
- Macsenia - „Țara lui Abuliu” de Dumitru Solomon (regia Horațiu Mălăele, 2002)
- Olivia, o contesă bogată - „A douăsprezecea noapte” de William Shakespeare (regia Gelu Colceag, 2003)
- Ioana - „Ioana și focul” de Matei Vișniec (regia Cătălina Buzoianu, 2008)
- Bufonul în „Lear”, după William Shakespeare (regia Andrei Șerban, 2008) la Teatrul Bulandra
- Guvernanta - „Leonce și Lena” de Georg Bűchner (regia Horațiu Mălăele, 2009)
- Cetățeanul turmentat - „O scrisoare pierdută” de I.L.Caragiale (regia Alexandru Dabija, 2011)
- Nicole - „Spiritul de familie” de Eric Assous (regia Radu Beligan, 2012)
- Catarina - „Îmblânzirea scorpiei”, muzical după William Shakespeare (direcția de scenă Gelu Colceag, 2016)
- Micul Prinț - „Micul Prinț” de Antoine de Saint-Exupéry (regia Alexandru Dabija, 2017)
- Margareta - „Mult zgomot pentru nimic” de William Shakespeare (regia Andrei Șerban, 2018)